# Es Caragolí
Der es Caragolí ist ein 945 m hoher Berg in der Serra de Tramuntana auf Mallorca. Er liegt auf dem Höhenzug zwischen den Ortschaften Valldemossa und Deià und ist von beiden Dörfern aus auf Wanderwegen erreichbar.

## Zugang
Von Valldemossa erreicht man die felsige Gipfelkuppe über Ses Fontanelles und den Pla des Aritges nach knapp zwei Gehstunden, etwas länger dauert der Anstieg auf dem markierten Fernwanderweg GR 221. Relativ anspruchsvoll gestaltet sich der gut zweistündige Steilanstieg von Deià aus, er verläuft ebenfalls auf dem GR 221. Auf dem Panoramagipfel erinnert eine Gedenktafel an Ludwig Salvator von Österreich-Toskana. Unter seiner Regie wurde in der zweiten Hälfte des 20. Jahrhunderts ein Teilstück des stellenweise aufwendig durch das Kalksteingebirge gelegten Wanderweges als Reitweg gebaut.